# Кукуй (Курська область)
Кукуй (рос. Кукуй) — селище в Великосолдатському районі Курської області Російської Федерації.
Населення становить 64 особи. Входить до складу муніципального утворення Великосолдатська сільрада.

## Історія
Населений пункт розташований на території українського етнічного та культурного краю Східна Слобожанщина.
Від 2004 року входить до складу муніципального утворення Великосолдатська сільрада.

## Населення
| 2002 | 2010 |
| ---- | ---- |
| 83   | ↘64  |